# Тереньга
Тереньга (рос. Тереньга) — робітниче селище в Тереньгульському районі Ульяновської області Російської Федерації.
Населення становить 5186 осіб. Входить до складу муніципального утворення Тереньгульське міське поселення.

## Історія
Від 2004 року входить до складу муніципального утворення Тереньгульське міське поселення.

## Населення
| 1959  | 1970  | 1979  | 1989  | 2002  | 2009  | 2010  |
| ----- | ----- | ----- | ----- | ----- | ----- | ----- |
| 3056  | ↗4288 | ↗4622 | ↗5941 | ↘5509 | ↘5226 | ↗5330 |
| 2011  | 2012  | 2013  | 2014  | 2015  | 2016  | 2017  |
| ↘5320 | ↘5252 | ↘5199 | ↘5115 | ↘5081 | ↗5084 | ↘5039 |
| 2018  | 2019  | 2020  | 2021  |       |       |       |
| ↘5008 | ↘4899 | ↘4775 | ↗5186 |       |       |       |